# Okręty podwodne typu 210Mod
Okręty podwodne typu 210 – opracowany przez ThyssenKruppMarine Systems model okrętu, przeznaczony głównie do działań w morzach płytkich, zapewniający efektywność w różnych operacjach przy zmniejszeniu kosztów produkcji i eksploatacji. Konstrukcja ma wykorzystywać wiele sprawdzonych elementów z już eksploatowanych typów okrętów (typu 214, 209, 210 oraz 212).
Jednostka ma być jednokadłubowa, kadłub sztywny wykonany ze stali HY80, umożliwiającej spawanie ma średnicę 5,5 metra i długość około 59 metrów.
System napędowy podobny jest do tego, który zastosowano w projektach 212 i 214. Energia elektryczna wytwarzana ma być przez dwa generatory Piller napędzane przez silniki wysokoprężne MTU 12V396. Do magazynowania przeznaczono 264 akumulatory polimerowe w dwóch grupach na dziobie i rufie.
Zintegrowany system kierowania i kontroli zapewni dowódcy informacje o stanie i statusie wszystkich urządzeń i możliwość operowania całym wyposażeniem. 
Do orientacji w sytuacji podwodnej ma służyć system hydroakustyczny, składający się z anteny cylindrycznej na dziobie, przetworników pasywnych na burtach oraz stację wykrywającą obce sygnały. Możliwe będzie zintegrowanie z systemem dodatkowych stacji do wykrywania przeszkód podwodnych i min.
Niski, opływowy kiosk będzie osłaniał chrapy, peryskop, maszt radaru nawigacyjnego, maszt z antenami radiowymi oraz dwuosobową śluzę, pozwalającą na skryte wysadzenie/przyjęcie płetwonurków. 
Uzbrojeniem mają być 4 wyrzutnie torpedowe kalibru 533 mm. Pod wyrzutniami zaprojektowano uniwersalną śluzę, która może być wykorzystywana do wypuszczania nurków, aparatów podwodnych, przyjmowania ładunków pod wodą lub użycia innego wyposażenia. Łatwe ma być przystosowanie okrętu do przenoszenia min lub pocisków rakietowych (np. Harpoon).
Planowane jest obsadzenie okrętu załogą składającą się z 15 osób, pełniących służbę w systemie dwuwachtowym. Możliwe ma być wyposażenie dla załogi 22 osobowej, przy systemie trzywachtowym. Na okręcie mogą być dodatkowe koje, dla członków grup specjalnych itp. Autonomiczność okrętu ma wynosić 30 dni.